# 古墓丽影：暗影
《古墓丽影：暗影》是一款由艺夺蒙特利尔开发，史克威尔艾尼克斯发行的动作冒险游戏，是继2013年《古墓丽影》和2015年《古墓丽影：崛起》后古墓丽影重启系列的第三部作品，也是该系列第11部主要系列作品。游戏在2018年9月14日发行于Microsoft Windows、PlayStation 4和Xbox One平台。本作包含繁简中文字幕及中文配音。遊戲的macOS、Linux版本由Feral Interactive於2019年11月5日發行，Stadia版則在2019年11月19日發布。
《古墓奇兵：暗影》的故事延續前作《盜墓者羅拉：崛起》的故事線，描述蘿拉穿越美洲的熱帶地區，前往傳說中的城市帕提提與宿敵聖三一的最終決戰，並竭力阻止瑪雅文明被毀滅。玩家身在遊戲中的半開放世界探索時，必須穿越險惡環境並用槍枝和隱蔽的敵人作戰。在古蹟中穿梭，蘿拉可以攻克古墓來獲得新的獎勵，完成支線任務並尋找材料資源來製作實用物品。
繼《古墓奇兵：崛起》完成後，開發工作於2015年開始，一直持續到2018年7月。《古墓奇兵：暗影》旨在總結蘿拉從2013年重啟以來的旅程。遊戲的玩法是根據玩家的反饋，和艺夺蒙特利尔的意向進行調整的，其中包括水下的游泳和爪鉤。卡米拉·盧丁頓（Camilla Luddington）再次回歸為蘿拉提供配音和動作捕捉工作。
作為蘿拉再重啟三部曲的最後一部發行作品，《古墓奇兵：暗影》得到了評論家的普遍好評，尤其讚揚該遊戲強調挑戰性古墓和謎題，儘管有人批評該系列的遊戲玩法過時且缺乏革新。

## 遊戲玩法
本作新增水中探險，此為本作的重點系統及在南美洲的茂密叢林中隱匿作戰。

## 劇情
有一個古老的傳說指出，庫庫爾坎神降世時會吃掉太陽，並給世界帶來毀滅，但是只要把庫庫爾坎神作為祭品奉獻給太陽，世界就會重回光明。因此古代馬雅人認為，庫庫爾坎神既是毀滅之神，同時也是創造之神。「查克切爾鎖鑰」與「伊希切爾銀匣」是古老的兩件傳世神器，傳說查克切爾鎖鑰與伊希切爾銀匣結合時，具有喚醒庫庫爾坎的強大力量，並使持有人能主宰庫庫爾坎，變得無所不能。
蘿拉在墨西哥一處遺跡探勘時發現了一道古老的謎語，指向一座有「銀冠加冕，雙子於此聚首」的高山與一個秘密都市，但謎語的一部分已被破壞，因此將謎語拍照後帶回去分析。在夜間的酒吧休息時，蘿拉打聽到了另一位考古專家多明格斯博士的消息，多明格斯博士似乎也在這個地區尋找著些什麼。
蘿拉與約拿在酒吧討論，指出了謎語中馬雅曆法的誤差，得出秘密都市不是位於巴西，而是位於秘魯的結論。蘿拉與約拿偷偷跟著多明格斯與他的挖掘隊潛入神廟，發現多明格斯就是宿命死敵聖三一首腦，也同在尋找關於謎語的線索。蘿拉順利搶先挖掘隊進入了地底神廟，在地底神廟中找到了一支匕首。此時約拿警告蘿拉聖三一即將闖入地底神廟，蘿拉為了防止匕首被聖三一搶走，不加思索就先將匕首取走。
蘿拉將匕首取走後卻引發天搖地動，蘿拉以為是聖三一引爆神廟所造成，但實則不然。多明格斯攔住了蘿拉，向蘿拉解釋匕首即為查克切爾鎖鑰，並訓誡蘿拉不該在沒有取得伊希切爾銀匣的情況下，單獨拿走查克切爾鎖鑰，這麼做會引發庫庫爾坎的騷動。蘿拉並不相信多明格斯的言論，多明格斯表示他會踏上尋找伊希切爾銀匣的路途，並以自己的方式改變這個世界。語畢，多明格斯帶走查克切爾鎖鑰，獨留下懊悔的蘿拉，以及飽受海嘯攻擊、已經滿目瘡痍的科蘇梅爾小鎮。
藉著謎語的稀少線索，蘿拉與約拿搭機前往祕魯。在經過重重的叢林與躲過美洲豹襲擊後，蘿拉與約拿抵達了帕提提。帕提提即是謎語中提到的秘密都市，蘿拉與約拿在帕提提首先遇到的是帕提提的地下首領鄂努拉圖，與她的繼承人兒子艾茲利。鄂努拉圖長期帶領叛軍對抗阿馬如，也就是帕提提被聖三一教團控制後的篡位首領。鄂努拉圖帶蘿拉巡覽帕提提後，蘿拉發現了阿馬如就是多明格斯的另一個身分，因此蘿拉也加入了叛軍行列，與鄂努拉圖一同對抗阿馬如。
由於蘿拉還是需要搶先於聖三一找到銀匣，因此蘿拉主動向鄂努拉圖表示她要深入稱為蟒蛇之腹與蟒蛇之眼的洞窟，但在這兩個地方都沒能找到銀匣，反而遇到了許多雅克索的攻擊。雅克索是一種在帕提提周邊迴盪，但從沒入侵過帕提提的神秘生物。在幾經混亂之下，鄂努拉圖被聖三一抓走，蘿拉趕緊與艾茲利討論拯救鄂努拉圖的策略。
在深入關押鄂努拉圖的監牢時，蘿拉聽到鄂努拉圖正與阿馬如爭執。阿馬如認為要利用庫庫爾坎的力量重塑帕提提，讓帕提提以天災洗禮重新成為一個滌盡罪惡的世界。但鄂努拉圖則認為不該佔有庫庫爾坎，庫庫爾坎應作為獻祭太陽之用來重獲光明，對抗外敵要由族人一起共同努力。途中鄂努拉圖還不斷勸說阿馬如放棄庫庫爾坎的力量，但始終沒有共識，雙方不歡而散。蘿拉便趁阿馬如不注意時的空檔救出鄂努拉圖，但鄂努拉圖卻在與聖三一奮戰時不幸戰死。
蘿拉將鄂努拉圖從不離身的護身符帶回去給艾茲利。艾茲利知道發生了什麼事，但一滴眼淚也沒有流，繼續與蘿拉討論尋找銀匣的策略。蘿拉最後在離帕提提不遠的聖胡安傳教所順利找到了銀匣，但多明格斯卻擄走約拿作為人質，要求蘿拉交出銀匣。不想再失去朋友的蘿拉無奈之下交出了銀匣。當多明格斯搭私人飛機離開時，日蝕越來越近，並伴隨著越來越多的天崩地裂。蘿拉知道天災即將降臨帕提提及這個世界，已經沒有剩下多少時間能阻止多明格斯。
在時間急迫之下，蘿拉與約拿及艾茲利擬定了要在多明格斯抵達火山祭壇前夾擊聖三一的策略，因此蘿拉與艾茲利的軍隊分頭前進。在路途中本來攻擊蘿拉的雅克索也加入了守護帕提提的行列，一同對抗擋路的聖三一軍團。甚至蘿拉得知了雅克索的領導人紅焰，其實就是歷來獻祭太陽儀式的主持人。蘿拉奮力的爬上了火山祭壇，看到阿馬如正在吸取力量，準備將庫庫爾坎據為己有。在千鈞一髮之際，日光完全被吃掉之前，蘿拉將阿馬如，也就是聖三一首腦多明格斯徹底擊敗，阻止了阿馬如掌握庫庫爾坎。由於此時找不到更好的獻祭者，因此蘿拉承擔了本應由鄂努拉圖擔任的獻祭者工作。在紅焰的儀式主持之下，蘿拉將庫庫爾坎奉獻給太陽，成功阻止了日蝕及世界末日。
蘿拉回到了帕提提，艾茲利已經開始在進行鄂努拉圖的祭祀工作，蘿拉及約拿也與艾茲利一同緬懷鄂努拉圖。艾茲利表示他會繼承鄂努拉圖的遺志，重建帕提提並帶領族人對抗外敵。在蘿拉與約拿即將離開之際，艾茲利說新神廟的藍圖已經畫好，建成以後會再找蘿拉與約拿回來看看漂亮的新神廟。

## 发行
2018年3月15日，史克威尔艾尼克斯確定《盜墓者羅拉：崛起》的續作正在開發中，並將登陸Microsoft Windows、PlayStation 4和Xbox One平台。同年4月27日，萬代南夢宮宣布代理發行繁簡中文版。並宣布遊戲將於2018年9月14日正式發售，並收錄中文配音。
遊戲的macOS、Linux版本由Feral Interactive移植，於2019年11月5日發行，Stadia版則在2019年11月19日發布。

### 追加下載內容
| 名稱                  | 中文名稱   | 發佈日期       |
| --------------------- | ---------- | -------------- |
| The Forge             | 鍛爐       | 2018年11月13日 |
| The Pillar            | 支柱       | 2018年12月18日 |
| The Nightmare         | 夢魘       | 2019年1月22日  |
| The Price of Survival | 求生的代價 | 2019年2月13日  |
| The Serpent's Heart   | 巨蟒之心   | 2019年3月6日   |
| The Grand Caiman      | 凱門巨鱷   | 2019年3月29日  |
| The Path Home         | 返鄉之路   | 2019年4月23日  |

### 最終版
2019年11月5日，《古墓奇兵：暗影》更新為《古墓奇兵：暗影 最終版》上架，將遊戲之前發售的補充包與所有DLC打包銷售，原遊戲本體、補充包、所有DLC則無法再單獨購買。

## 评价
据电子游戏汇总媒体Metacritic的说法，《古墓丽影：暗影》得到了“普遍好评”。
Destructoid的Brett Makedonski将游戏和《神秘海域》和作对比，赞扬了画面、平台和古墓挑战，但是批评了缺少像之前游戏中的战斗部分和叙事。总结道《古墓丽影：暗影》是“充实的，肯定会有受众。可能会有一些难以忽视的缺点，但体验总体是有趣的。”。《电子游戏月刊》给予肯定的评价，表示这款游戏“通过对此类游戏主题的杰出体现，成功地从众多同类中脱颖而出”。
GamesRadar+的蕾切尔·韦伯也赞扬了此游戏，称它是“重启三部曲中最强的一部”，《古墓丽影：暗影》“在拥抱劳拉的阴暗面的同时，仍然保持着她的力量”。她还认为古墓挑战是游戏中最好的部分，她说: “古墓仍然是《古墓丽影》宇宙中最令人满意的部分，它们隐藏在世界各地，连找到它们也是一项成就。”。IGN的露西·奥布莱恩说，《古墓丽影：暗影》为劳拉的起源三部曲提供了一个合适的结尾，她说：“《古墓丽影：暗影》成功地把刺激的玩乐和脚踏实地的探索之间的界限划清了，它极具意义地结束了劳拉从2013年开始的旅程，停留在了一个就像20多年前我们第一次见到她时的地方。”。
Game Revolution的迈克尔·莱里称赞了这款游戏的无数古墓挑战和解谜，称这些古墓“总是充满了有益的脑筋急转弯”“解谜仍然是游戏最好的支柱，因为它们有需要具有批判性思维的创造性解决方案。”PC Gamer的安迪·凯利发现这款游戏“更重视盗墓”，并且“大大改进了潜入战斗”，这使它成为蘿拉·卡芙特“最好的现代冒险”之一。Polygon的克里斯·普兰特称赞《古墓丽影》三部曲中的人物和游戏发展，称《古墓丽影：暗影》是对前两部游戏的“精进而不是重制”，并补充“考虑到过去两部游戏的质量，即使地达到既成的水准本身就是一种成就，更不用说超越它。”
相反，VideoGamer的乔什·怀斯写道：“游戏的水平在衰退，因为主线任务充斥着令人分心的东西”，而且“仍然是零散、枯燥的”。尽管他称赞了游戏的平台、设置和古墓挑战。GameSpot的爱德蒙·特兰也给出了不同的评价，批评了游戏的支线任务和劳拉的性格发展，同时赞扬了主线任务、图形、氛围和可探索的古墓。
零标点符号的本·克罗肖将其评为2018年第二平淡的游戏，他说这是一款让《盜墓者羅拉：崛起》自豪的游戏，因为后者是2015年第三平淡的游戏。 
截至2018年12月底，游戏总销量达到412万份。